# 아키 베리
아키페테리 아르비드 베리(핀란드어: Aki-Petteri Arvid Berg, 1977년 7월 28일~)는 핀란드의 아이스하키 선수, 지도자로 현역 시절 포지션은 수비수이다. 16세의 나이로 TPS에 입단하면서 역대 최연소로 SM-리가에 출전한 선수가 되었으며, 내셔널 하키 리그(NHL)의 로스앤젤레스 킹스와 토론토 메이플리프스에서 활약했다.
국제 대회에 핀란드 국가대표로 활약했으며, 1998년 동계 올림픽에서 동메달, 2006년 동계 올림픽에서 은메달을 획득했다.